# クラミジア・トラコマチス
クラミジア・トラコマチス(Chlamydia trachomatis, CT)とは、主に目と性器に感染するクラミジアの1種。その種によって、主な性感染症のひとつである性器クラミジア感染症や、もはや日本では流行のないトラコーマや鼠径リンパ肉芽腫などを引き起こす。

## 性状
直径約300nmの球形である。約1040kbの環状DNAを持つほか、7.5kbのプラスミドを持つ。
他の感染性を示すクラミジアに見られないものとして、グリコーゲンと葉酸を合成するということがある。
性状の違いから生物型LGV、生物型Trachoma、生物型Mouseの大きく3つの生物型に分けることができる（ただし生物型Mouseは別種という説あり）。ヒトに病原性を示すのは生物型LGVと生物型Trachomaの2種である。血清型はA,B,Ba,C,D,D7,E,F,G,H,I,I',J,K,L1,L2,L2',L3の18ある。

## 病原性
鼠径リンパ肉芽腫のみが生物型LGVの感染で、それ以外は生物型Trachomaの感染による。
- トラコーマ

流行地ではA,B,C型によるものが多い。母親からの垂直感染ではD,E,F,G型によるものが多い。
- 性器クラミジア感染症

D,E,F,G型によるものが多い。
- 鼠径リンパ肉芽腫

L1,L2,L3型による。
- 新生児肺炎

D,E,F,G型によるものが多い。

## 診断
蛍光抗体法で抗体を顕微鏡下に観察する方法、酵素標識抗体を用いて抗原を検出する方法、DNAプローブ法やPCR法,TMA法によって直接プラスミドDNAを検出する方法がある。
日本では、淋菌およびクラミジア・トラコマチス同時核酸増幅同定精密検査が、保険適応されている。

## 治療
抗菌薬のテトラサイクリン系、マクロライド系、ニューキノロン系が一般的に用いられる。また、葉酸合成を阻害するサルファ剤も有効。増殖時間が長いため1週間以上の投与が必要となる。最近、単回投与で有効な薬も使われるようになった。
なお、さらなる詳細は#病原性における各項目に記載されていることもある。